# Pellegrino Ghigi
Pellegrino Ghigi (29 de novembro de 1899 – 1995) foi um diplomata italiano.
Ghigi foi embaixador da Itália no Egito (1935 – junho de 1936), Roménia (1938–1941) e Espanha (25 de julho de 1958 – 5 de maio de 1961). Foi o ministro plenipotenciário da Itália na Grécia Ocupada (1941–1943).
Pellegrino Ghigi doutorou-se em Direito pela Universidade de Bolonha em 1921. Integrou o Serviço Externo em 1924 e, de 1926 a 1932, foi contratado pelo Subsecretário de Estado do Ministro dos Negócios Estrangeiros, Dino Grandi. Em julho de 1932 foi nomeado enviado extraordinário e ministro plenipotenciário, e até julho de 1935 foi cônsul-geral na Zona Internacional de Tânger. De 1935 a junho de 1936 foi enviado ao Cairo, no Reino do Egito, então sob Fuade I. De 27 de outubro de 1937 a 1938 foi empresário em Viena. De 1938 a 1941 foi enviado para Bucareste. De 6 de maio de 1941 a setembro de 1943, foi o representante em Atenas. Após a ocupação, relatou a Galeazzo Ciano em 2 de outubro de 1941: "As condições na Grécia são sempre motivo de preocupação suficiente". Resgatou 329 judeus de Salónica, incluindo 48 de nacionalidade italiana.
Em 15 de novembro de 1945 foi detido. As autoridades gregas acusaram-no de crimes contra a humanidade. O gabinete de De Gasseri ameaçou reter as reparações do governo de Themistocles Sofouli se o diplomata italiano fosse condenado, o que resultou na suspensão da acusação.